# Taillis
Taillis település Franciaországban, Ille-et-Vilaine megyében. Lakosainak száma 1036 fő (2022. január 1.). Taillis Balazé, Landavran, Montreuil-sous-Pérouse, Saint-Christophe-des-Bois és Val-d’Izé községekkel határos.

## Népesség
A település népessége az elmúlt években az alábbi módon változott:
| Lakosok száma | 608  | 686  | 758  | 917  | 1029 | 1010 | 1001 | 993  | 1008 | 1036 |
|               | 1968 | 1982 | 1990 | 2006 | 2013 | 2015 | 2017 | 2019 | 2020 | 2022 |